# Ternas
Ternas là một xã ở tỉnh Pas-de-Calais, vùng Hauts-de-France của Pháp.

## Địa lý
Ternas tọa lạc 23 dặm (37,0 km) phía tây Arras, tại giao lộ của các tuyến đường D8 và D83.

## Dân số
| 1962                                                         | 1968 | 1975 | 1982 | 1990 | 1999 | 2006 |
| ------------------------------------------------------------ | ---- | ---- | ---- | ---- | ---- | ---- |
| 134                                                          | 140  | 125  | 134  | 117  | 118  | 133  |
| Số liệu điều tra dân số từ năm 1962: Dân số không tính trùng |      |      |      |      |      |      |

## Địa điểm nổi bật
- Nhà thờ St.Vaast, thế kỷ 16.